# Cmentarz wczesnochrześcijański w Peczu
Cmentarz wczesnochrześcijański w Peczu (węg. Pécsi ókeresztény sírkamrák) – stanowisko archeologiczne datowane na IV wiek n.e., znajdujące się w mieście Pecz, w komitacie Baranya, w południowych Węgrzech, obejmujące nekropolię prowincjonalnego miasta rzymskiego Sopianae; wpisane w 2000 roku na listę światowego dziedzictwa UNESCO.

## Historia

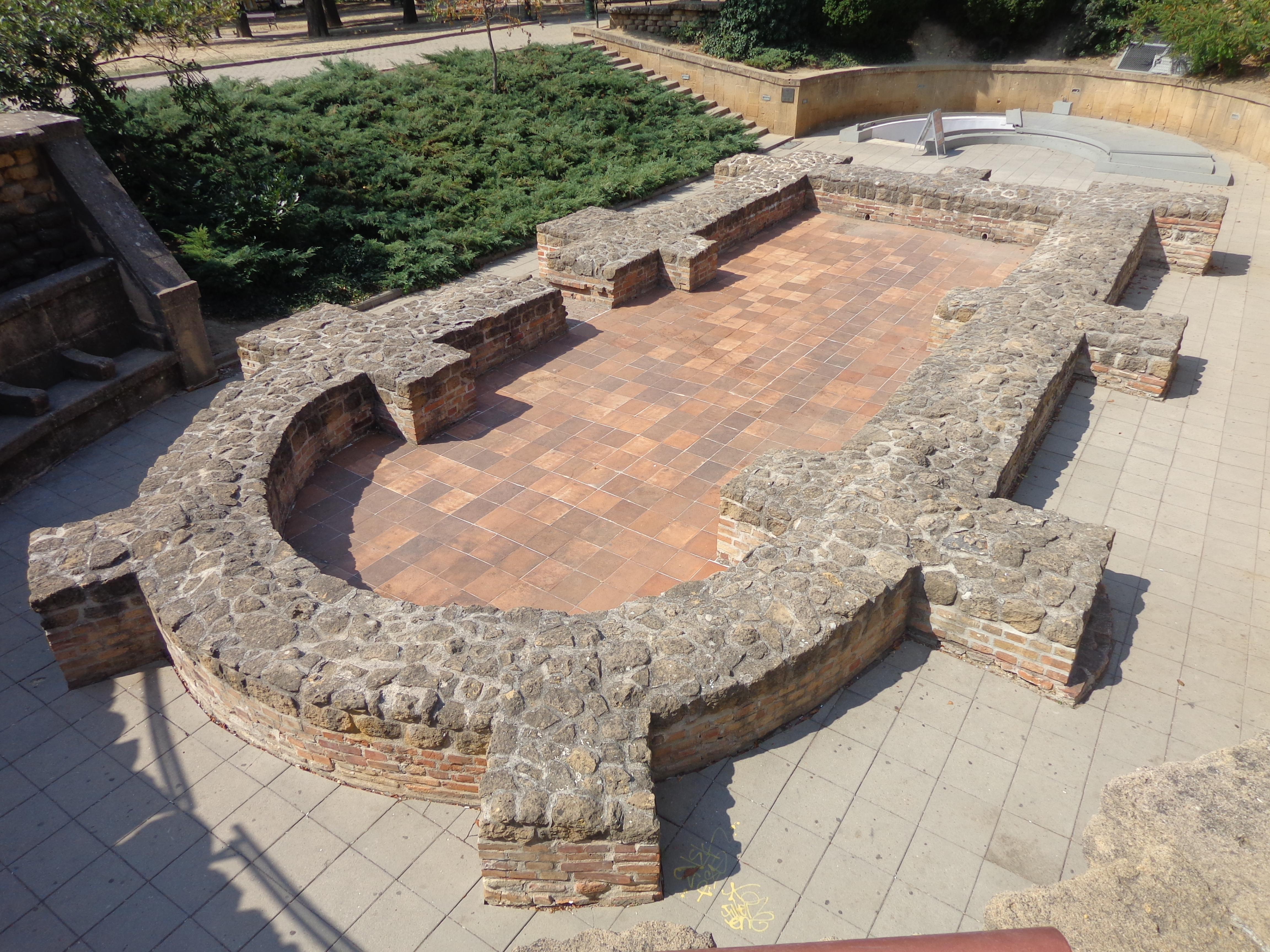
Rekonstrukcja zarysu wczesnochrześcijańskiego mauzoleum (2012)

Położona na zachód od doliny Dunaju część współczesnych Węgier weszła w skład Cesarstwa Rzymskiego w I wieku n.e., tworząc prowincję o nazwie Panonia. Miasto Sopianae założone zostało na południowych zboczach pasma górskiego Mecsek w II wieku n.e. przez kolonistów z Italii oraz zachodniej Panonii, którzy z czasem mieszali się poprzez zawierane małżeństwa z rdzenną ludnością iliryjsko-celtycką zamieszkującą ten obszar. Pod koniec III wieku miasto stało się siedzibą rządcy (łac. praeses) nowo utworzonej prowincji Pannonia Valeria. Z tego powodu oraz z racji położenia u zbiegu ważnych szlaków handlowych i wojskowych Sopianae stało się w IV wieku miastem zamożnym, z licznymi nowymi gmachami użyteczności publicznej zlokalizowanymi przy miejscowym forum.
Również w tym okresie na położonej na północ od miasta wczesnochrześcijańskiej nekropolii zaczęto wznosić okazałe grobowce, bogato zdobione malowidłami ściennymi o tematyce chrześcijańskiej, mające formę podziemnych komór grobowych (katakumb) z kaplicami grobowymi znajdującymi się na powierzchni. Cmentarz był miejscem chrześcijańskich pochówków aż do upadku Cesarstwa zachodniorzymskiego w 476 roku. W późniejszym okresie wykorzystywany był prawdopodobnie jako schronienie m.in. przez grupy Hunów, Germanów i Awarów.
Nekropolia została odnaleziona w wyniku wykopalisk archeologicznych rozpoczętych w XVIII wieku; pierwszą komorę grobową odkryto w 1782 roku na placu przed katedrą św. Piotra i Pawła. Intensywne badania na stanowisku prowadzone były zwłaszcza w XX wieku. Ogółem odnalezionych zostało kilkaset grobów, z których 16 najbardziej okazałych wpisano w 2000 roku na listę światowego dziedzictwa UNESCO.

## Charakterystyka

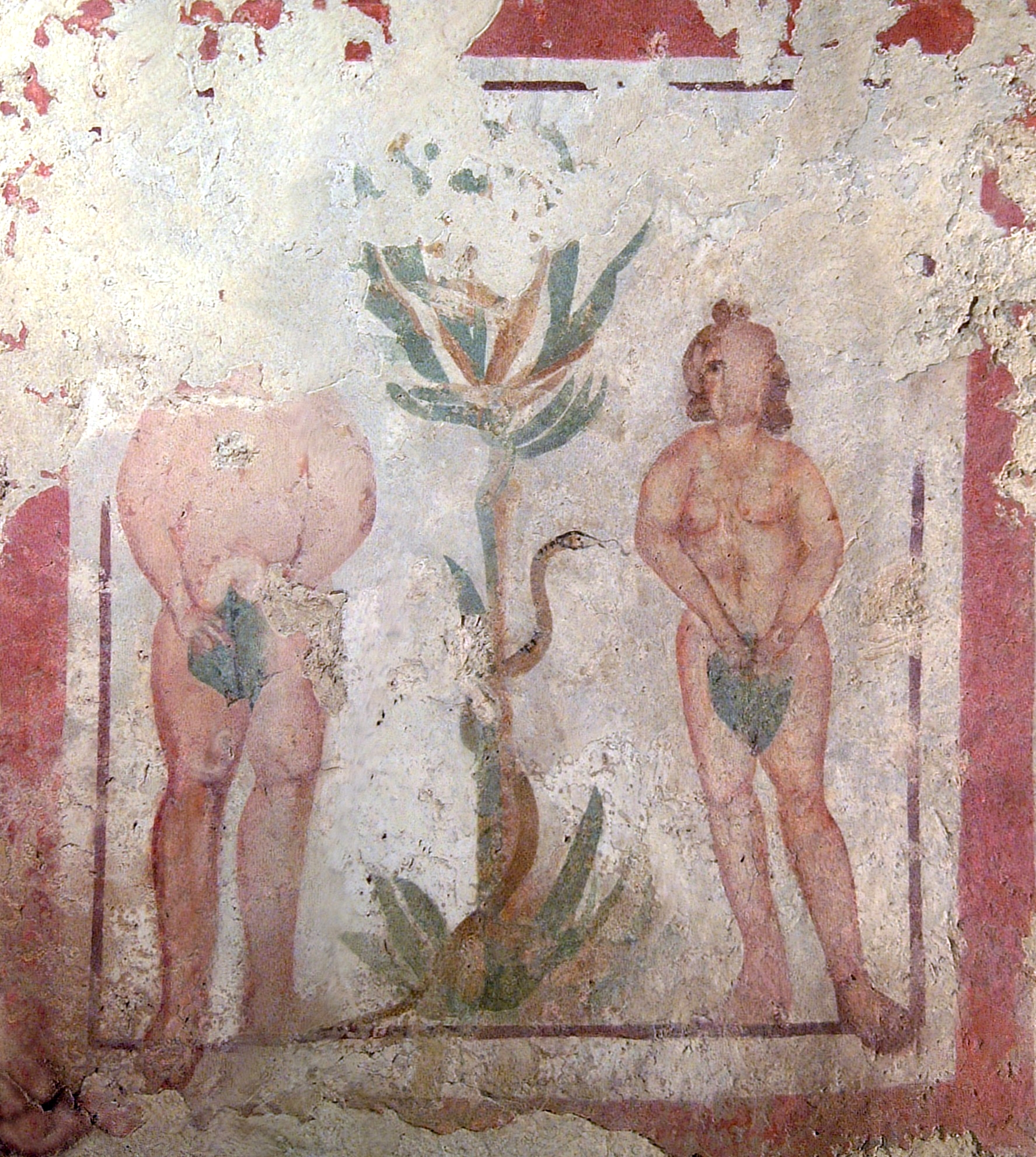
Malowidło z wizerunkiem Adama i Ewy (2000)

Zespół cmentarza wczesnochrześcijańskiego w Peczu (Sopianae) stanowi jeden z najbogatszych i najbardziej różnorodnych zbiorów pomników nagrobnych spośród tych znajdujących się w północnych i zachodnich prowincjach rzymskich. Choć podobne budowle znajdują się również w Bułgarii, Hiszpanii czy chorwackiej Dalmacji (Solin i Split), to katakumby w Peczu są największym i najbogatszym zespołem obiektów tego typu położonym poza granicami Włoch. Cechą wyróżniającą je spośród innych grobowców jest ich konstrukcja składająca się z dwóch poziomów pełniących odmienne funkcje – miejsca pochówku (łac. cubiculum) oraz kaplic komemoratywnych przeznaczonych na uroczystości pogrzebowe.
Malowidła na ścianach kaplic oraz komór grobowych nekropolii w Peczu przyrównywane są do tych zdobiących tzw. Kaplicę Grecką (wł. Capella Greca) w Katakumbach Pryscylli w Rzymie. Przedstawiają m.in. wizerunki świętych, sceny biblijne oraz ornamenty roślinne i geometryczne. Odkrytą w 1782 roku komorę grobową I (tzw. komorę Piotra i Pawła) zdobią wyobrażenia tych dwóch apostołów odzianych w białe togi, wskazujących na znak Chi Rho, a także malowidła przedstawiające Adama i Ewę kuszonych przez węża, proroka Jonasza, częściowo zachowany wizerunek Daniela oraz malowidła przedstawiające Noego, Madonnę z Dzieciątkiem oraz Szadraka, Meszaka i Abed-Nega. Sklepienie komory jest bogato zdobione motywem roślinnym i wizerunkami pawi, zaś w jej narożnikach znajdują się półportrety w medalionach osób w niej spoczywających. W komorze grobowej II w niszy nad sarkofagiem znajduje się malowidło przedstawiające dzban i kielich wina. Komory III, IV, V, VI, VII, VIII i IX pozbawione są dekoracji.

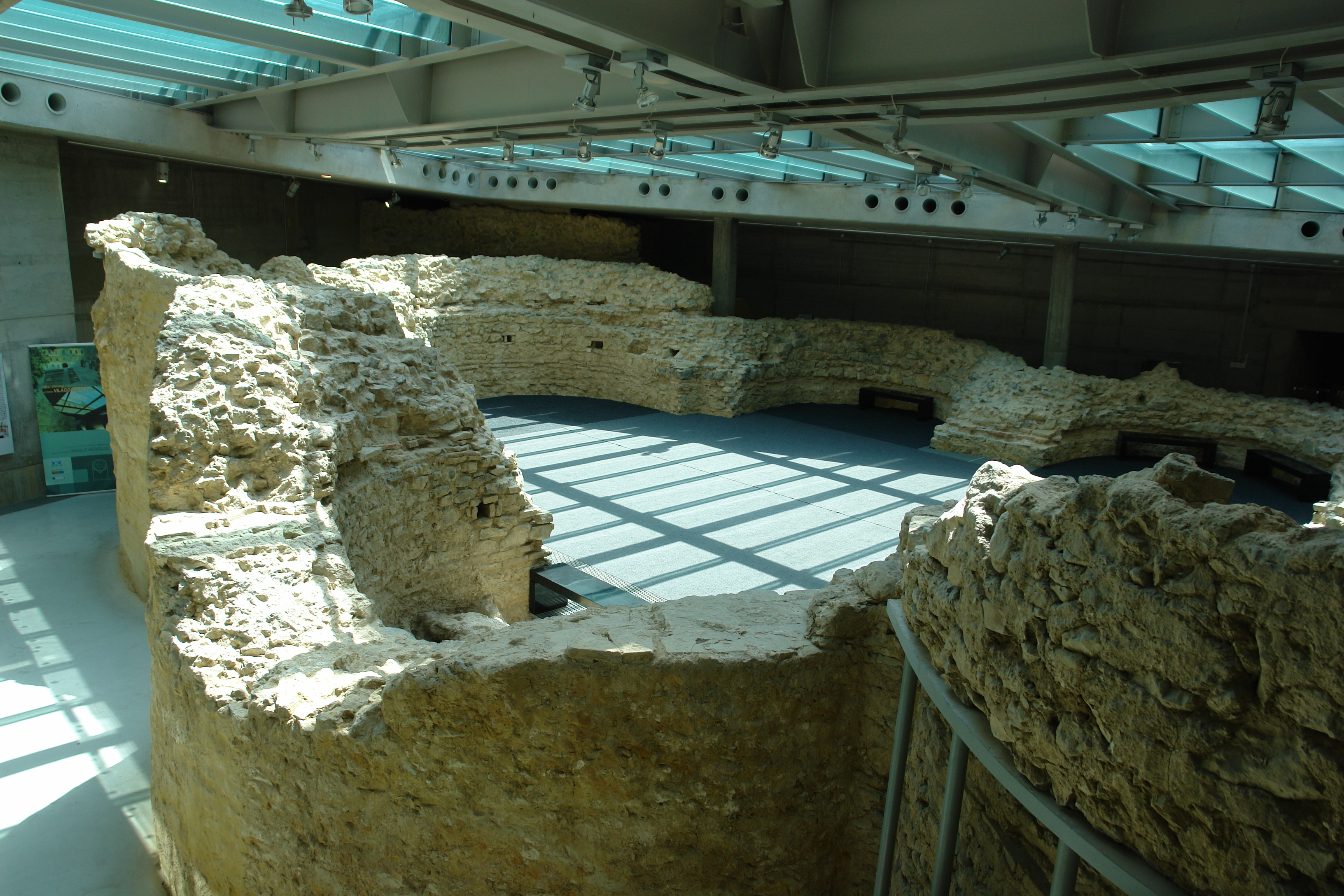
Cella Septichora (2009)

Cella Trichora i Cella Septichora to dwie kaplice grobowe z – odpowiednio – trzema i siedmioma apsydami. Cella Trichora ma przylegający od strony południowej narteks, zaś funkcje ołtarza pełniła najprawdopodobniej apsyda wschodnia. Częściami nekropolii są również:
- wczesnochrześcijańskie mauzoleum będące największą z dwukondygnacyjnych komór grobowych, którego zdobienia poruszają tematykę biblijną zbliżoną do tej przedstawionej w komorze grobowej I,
- wczesnochrześcijańska kaplica grobowa, pod którą nie ma komory grobowej,
- malowany bliźniaczy grób zwieńczony szczytem,
- niemalowana komora grobowa sklepiona kolebkowo, nad którą nie było kaplicy,
- wspólna komora grobowa o wymiarach (9,44 × 5,40 m), w której znajdowało się czternaście grobów oddzielonych od siebie kamieniami i cegłami, na fragmentach których zachowały się imiona, prawdopodobnie członków jednej rodziny.

## Galeria

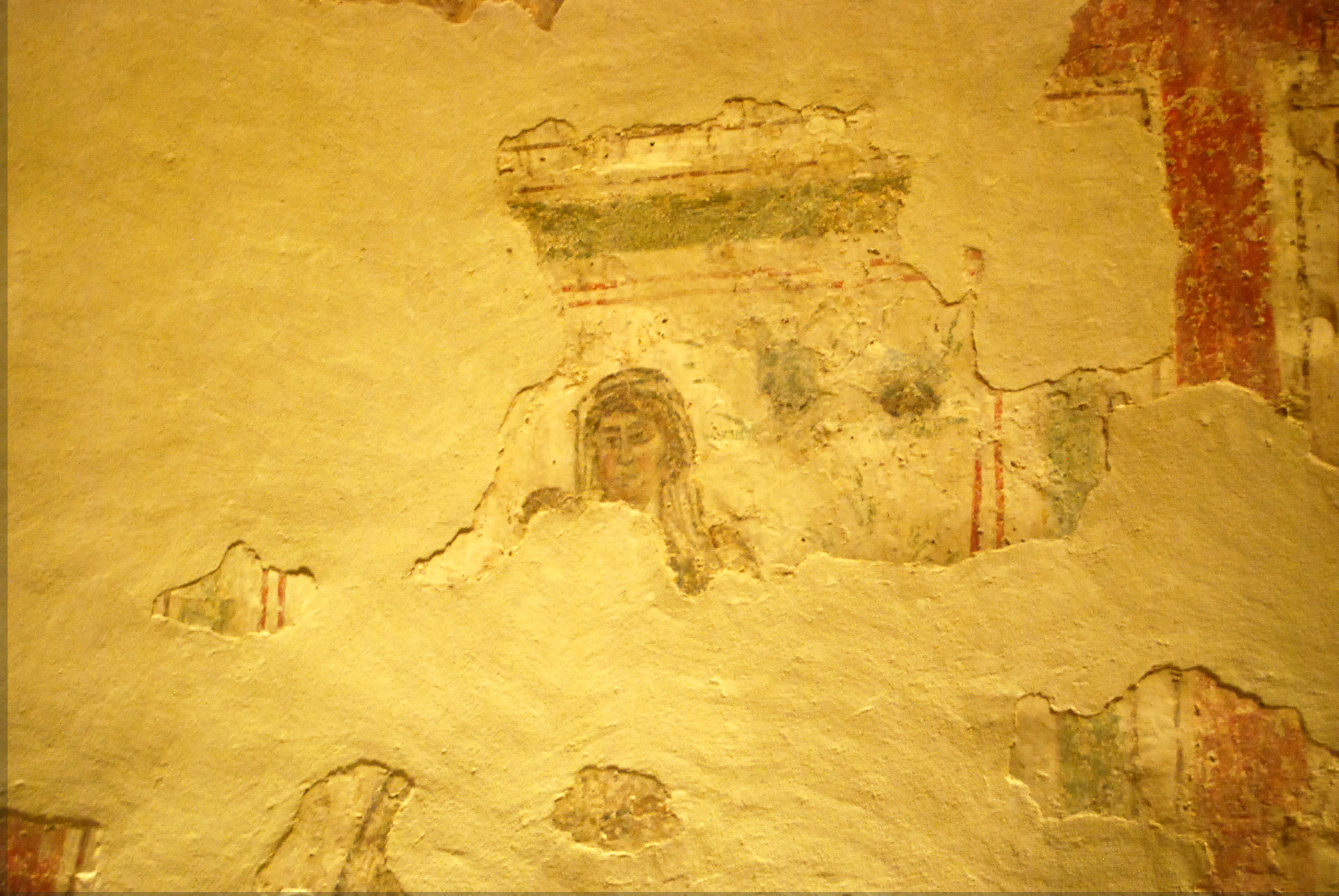
Wizerunek Matki Boskiej (2010)
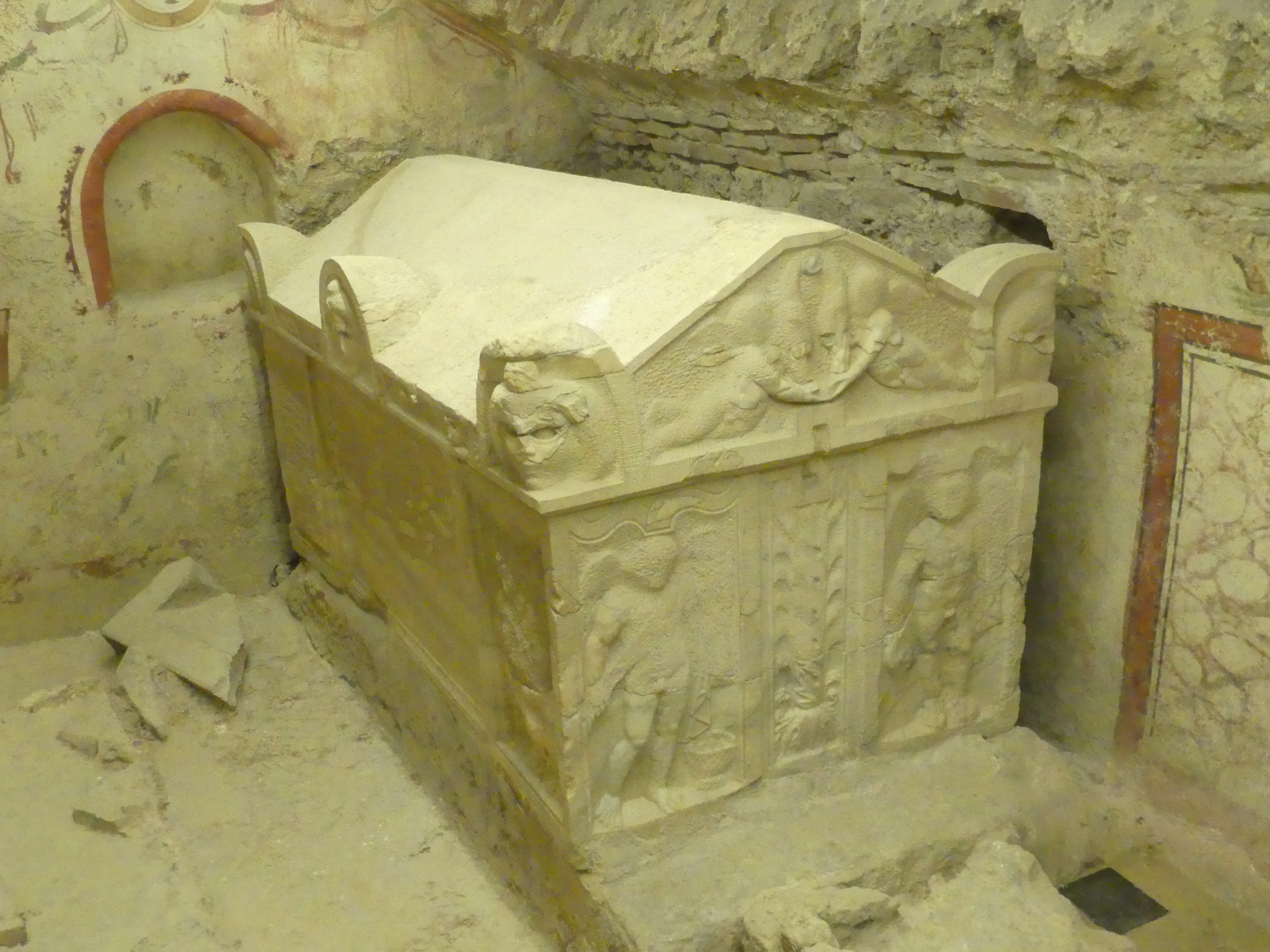
Marmurowy sarkofag (2024)
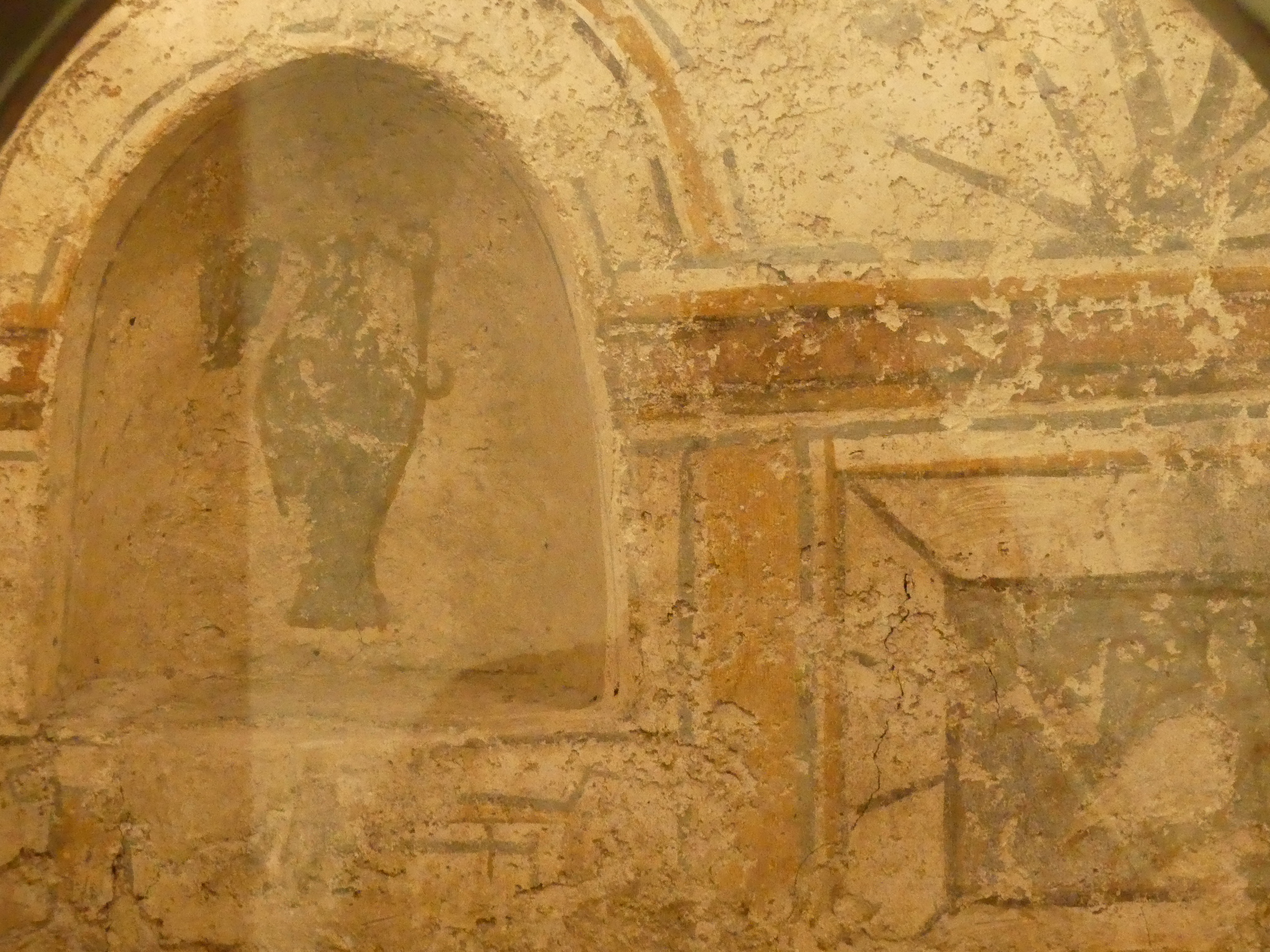
Dzban i kielich w niszy komory grobowej II (2024)
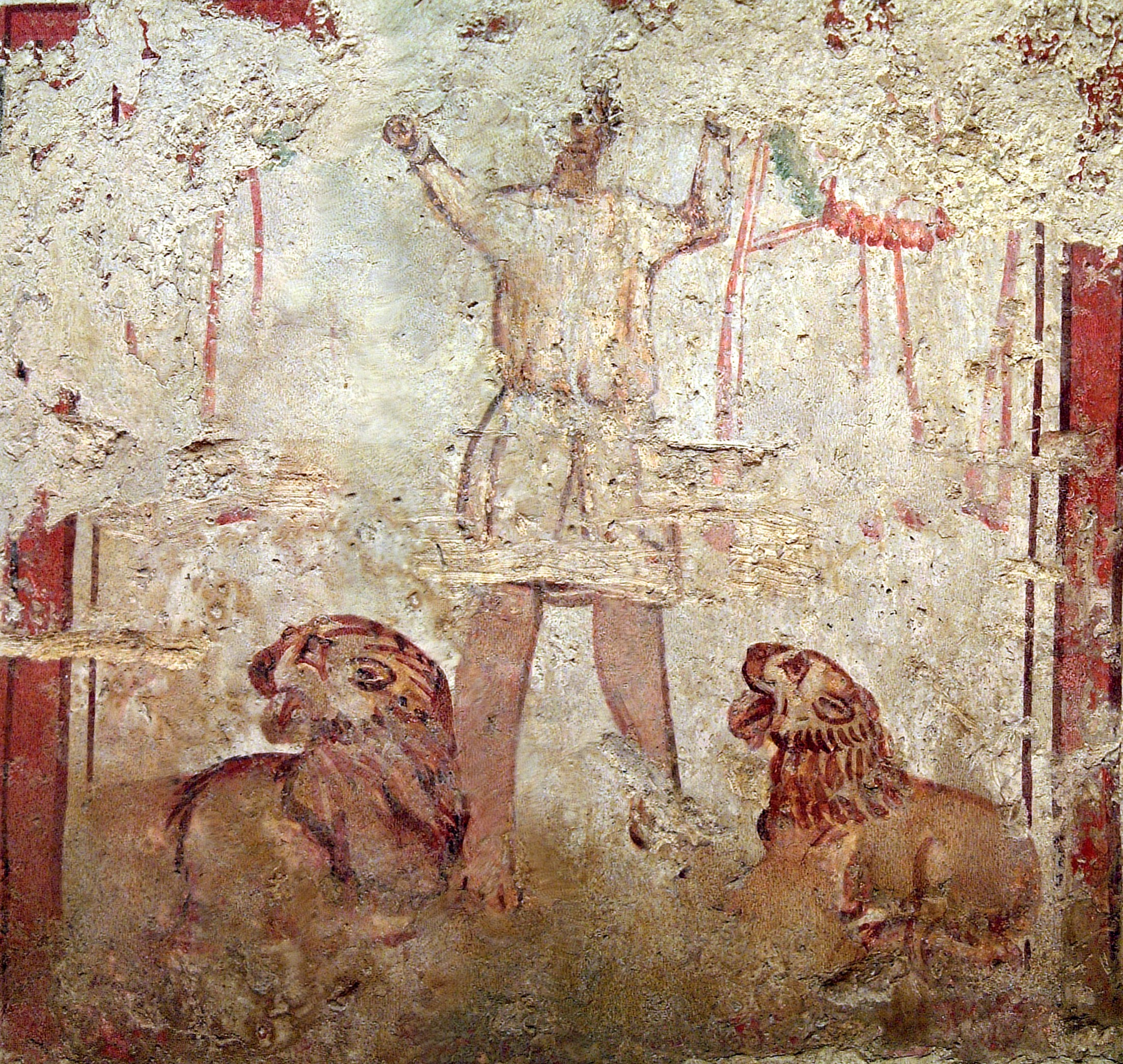
Malowidło przedstawiające Dawida (2000)